# Irvin Cardona
Irvin Cardona (Nimes, 8 de agosto de 1997) es un futbolista francés que juega como delantero y su equipo es el A. S. Saint-Étienne de la Ligue 2.

## Trayectoria
Cardona hizo su debut profesional el 2 de febrero de 2017 en la ronda 32 de la Copa de Francia ante el FC Chambly. Reemplazó a Pierre-Daniel N'Guinda luego de 78 minutos en la victoria por 5-4. Hizo su debut en la Ligue 1 10 días después, y Radamel Falcao jugó los últimos 9 minutos de una paliza en condición de visitante contra el Metz por 5-0. El 18 de julio extendió su contrato hasta 2021 y fue inmediatamente prestado al club belga Círculo de Brujas para la siguiente temporada.
El 12 de agosto de 2019 el Stade Brestois 29 hizo oficial su fichaje para las siguientes cuatro temporadas. Seis meses antes de cumplir ese periodo de tiempo, se marchó a Alemania para jugar en el F. C. Augsburgo. Allí estuvo un año antes de regresar a Francia en enero de 2024 para jugar cedido en el A. S. Saint-Étienne, con el que marcó diez goles en 22 partidos. En agosto volvió a ser prestado, siendo esta vez el R. C. D. Espanyol su destino. Esta segunda cesión se canceló en enero y volvió al A. S. Saint-Étienne para completar la campaña. Tras la misma la opción de compra que incluía el acuerdo fue ejercida y firmó hasta 2028.

## Clubes
| Club                         | País     | Año       |
| ---------------------------- | -------- | --------- |
| A. S. Monaco                 | Francia  | 2017-2019 |
| Círculo de Brujas (cedido)   | Bélgica  | 2017-2019 |
| Stade Brestois 29            | Francia  | 2019-2023 |
| F. C. Augsburgo              | Alemania | 2023-2025 |
| A. S. Saint-Étienne (cedido) | Francia  | 2024      |
| R. C. D. Espanyol (cedido)   | España   | 2024-2025 |
| A. S. Saint-Étienne (cedido) | Francia  | 2025      |
| A. S. Saint-Étienne          | Francia  | 2025-     |

## Palmarés

### Campeonatos nacionales
| Título  | Club         | País    | Año     |
| ------- | ------------ | ------- | ------- |
| Ligue 1 | A. S. Monaco | Francia | 2016-17 |